# رائول تروهی‌یو
رائول تروهی‌یو (اسپانیایی: Raoul Trujillo‎؛ زادهٔ ۸ مهٔ ۱۹۵۵) بازیگر و طراح رقص اهل ایالات متحده آمریکا است. 
از فیلم‌هایی که وی در آن نقش داشته است، می‌توان به بر جدید، آپوکالیپتو، ریدیک، پدر هم‌خون، سوسک آبی و سیکاریو اشاره کرد.